# المهد (كريستوس)

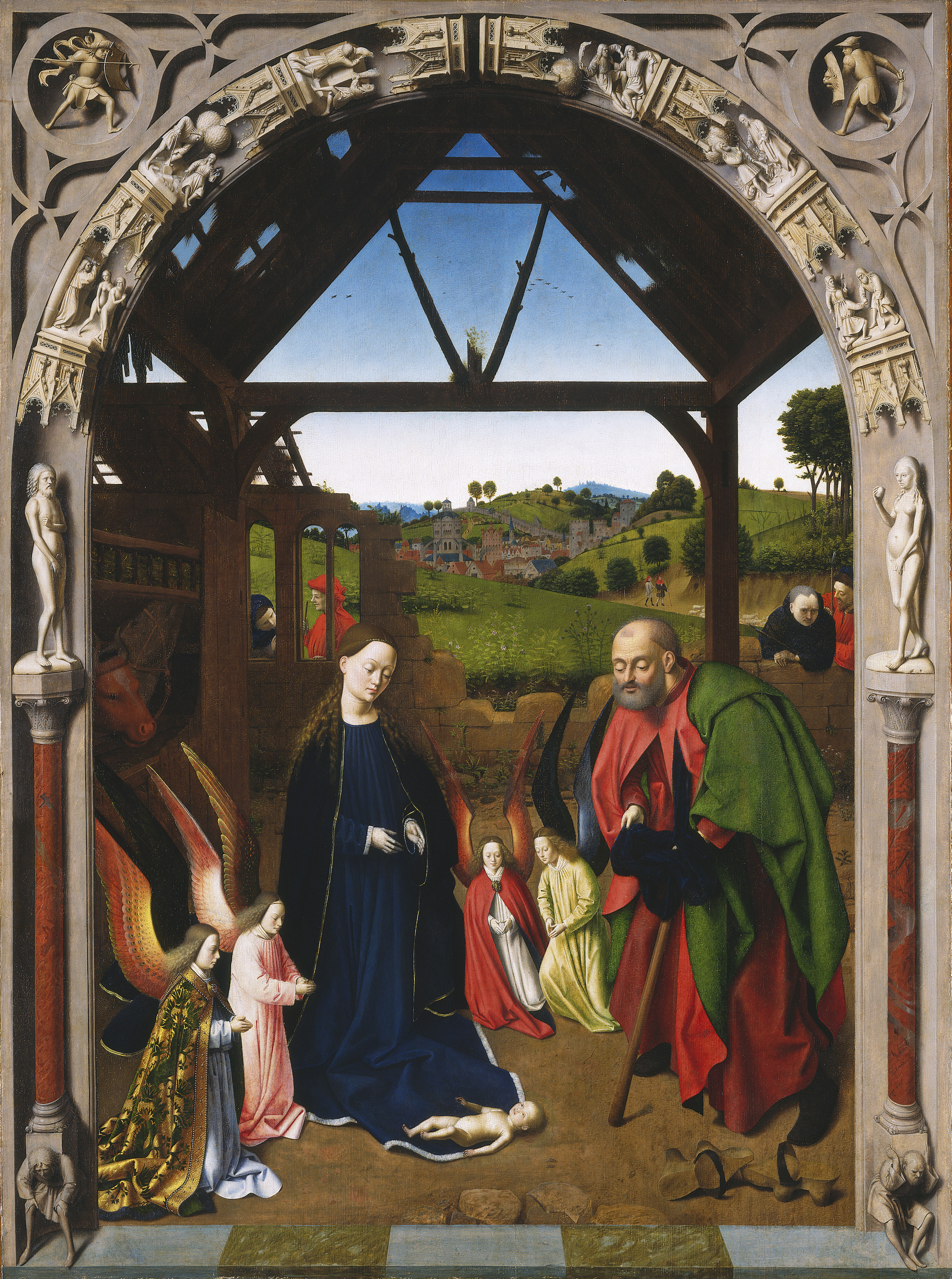
المهد ، c. منتصف 1450s. زيت على خشب ، 127.6 سم × 94.9 سم (50.2 إنش × 37.4 إنش), المتحف الوطني للفنون في واشنطن العاصمة.

 المهد هي لوحة عبادية زيت على خشب رسمها في منتصف 1450s الرسام بيتروس كريستوس التابع للمدرسة الهولندية المبكرة. ويظهر فيها مشهد المهد مع قناطر رمادية وتماثيل ترمبلوي. تأثر كريستوس من الجيل الأول من الفنانين الهولنديين  وخاصة جان فان إيك وروجير فان دير فايدن. تعتبر اللوحة نموذجية للفن البسيط والطبيعي في تلك الفترة. تأطير اللوحة بالقناطر سمة مميزة لأسلوب فان دير فايدن ومن المحتمل تأثر الفنان بلوحة مذبح القديس يوحنا ومذبح السيدة. إلا أن كريستوس استخدم هذه الموتيفات بشكل يلائم الذوق الفني لمنتصف القرن الخامس عشر، واللوحة الكبيرة الحجم على نحو غير عادي – ربما رسمت لتكون اللوحة المركزية للوحة مذبح ثلاثية – معقدة بصريا. إنها تظهر قدرته على التركيب البصري المتناغم واستخدامه نقطة واحدة-منظور ، كما يتضح لنا في الأشكال الهندسية لسقف الزريبة، واستخدامه الجريء للألوان. تعتبر اللوحة من أهم أعمال كريستوس. وقد أكد ماكس فرايدلندر نسبتها إلى كريستوي في عام 1930، وخلص إلى أنه «في نطاق وأهمية ، إنها متفوقة على جميع الأعمال المعروفة لهذا الفنان».